# Gilles Tripet
Gilles Tripet (* 16. Oktober 1992) ist ein Schweizer Badmintonspieler. 

## Karriere
Gilles Tripet wurde 2011 und 2012 Schweizer Juniorenmeister und 2013 erstmals nationaler Meister in der Schweiz. 2012 startete er bei den Badminton-Europameisterschaften, 2013 beim Sudirman Cup. Bei den Slovenia International 2012, den Croatian International 2013 und den Irish International 2013 wurde er Dritter.